# Conistra euanthes
Conistra euanthes là một loài bướm đêm trong họ Noctuidae.